# Gulyás János (politikus)
Gulyás János (Borsodbóta, 1956. április 20. –) gépészmérnök, Borsodbóta tanácselnöke, majd később szabadon választott polgármestere 1986. május 1-jétől.

## Élete
A miskolci Nehézipari Műszaki Egyetem karának elvégzése után okleveles gépészmérnök lett 1979-ben, 1979–1982 között Észak-magyarországi Tégla- és Cserépipari Vállalat Mályi üzemének fejlesztő mérnökeként dolgozott, majd az Ózdi Kohászati Üzemek Tervező Irodáján helyezkedett el tervező mérnökként. A közigazgatásba 1986-ban került be, mikor is nyugdíjba ment az előző tanácselnök, ezáltal 1986. május 1-jén Borsodbóta és Uppony község tanácselnökévé választották, előbbi posztot a mai napig betölti, igaz már szabadon választott polgármesterként. 
A rendszerváltás után belépett a Thürmer Gyula által vezetett Munkáspártba, jelenleg is ebben a pártban tevékenykedik, ezáltal ő az egyetlen munkáspárti polgármester. 2021-ben díszpolgár lett szülőfalujában.

## Forrás
- https://napkeletnepe.hu/2018/01/17/gulyas-janos/